# Фридрих (герцог Глюксбургский)
Фридрих Шлезвиг-Гольштейн-Зондербург-Глюксбургский (нем. Friedrich von Schleswig-Holstein-Sonderburg-Glücksburg, 23 октября 1814, Замок Глюксбург, Шлезвиг — 27 ноября 1885, там же) — герцог Шлезвиг-Гольштейн-Зондербург-Глюксбургский в 1878—1885 годах, сын основателя младшей линии династии Глюксбургов Фридриха Вильгельма и принцессы Гессен-Кассельский Луизы Каролины, старший брат короля Дании Кристиана IX.

## Биография
Фридрих родился 23 октября 1814 года в Глюксбургском замке в Шлезвиге. Он был четвёртым ребёнком и вторым сыном в семье принца Шлезвиг-Гольштейн-Зондербург-Глюксбургского Фридриха Вильгельма и его супруги Луизы Каролины Гессен-Кассельской. У Фридриха были старшие сёстры Луиза Мария и Фридерика и брат Карл.
Юношей поступил на датскую службу, став в 1831 году ротмистром легких драгун. В том же году от пневмонии умер его отец.
За неделю до своего 27-летия Фридрих женился на принцессе Аделаиде Шаумбург-Липпской, которой исполнилось 20 лет. Свадьба состоялась 16 октября 1841 года в Бюкебурге. Впоследствии у пары родилась дочь:
- Августа (1844—1932) — супруга принца Вильгельма Гессен-Филипсталь-Бархфельдского, единственный сын;

В 1848 году супруги развелись. В том году принц принимал участие в Первой войне за Шлезвиг, со своим 2-м драгунским полком присоединившись к повстанцам. Поэтому, в 1849 году, он был вычеркнут из списков личного состава армии.
В 1854 году Фридрих снова женился на своей бывшей супруге. Церемония брака прошла 7 мая 1854 года в Турине. После этого у пары родилось ещё четверо детей:
- Фридрих Фердинанд (1855—1934) — герцог Шлезвиг-Гольштейн-Зондербург-Глюксбургский, был женат на Каролине Матильде Шлезвиг-Гольштейн-Зондербург-Августенбургской, имел шестерых детей;
- Луиза (1858—1936) — супруга князя Вальдек-Пирмонт Георга Виктора, имела с ним единственного сына;
- Мария (1855—1941) — настоятельница в Итцехо;
- Альбрехт (1863—1948) — был дважды женат, имел пятерых детей от обоих браков.

В 1858 году принц получил новое разрешение на ношение датского мундира.
В 1878 году умер бездетным его брат Карл. Титул герцога Шлезвиг-Гольштейн-Зондербург-Глюксбургского унаследовал Фридрих. Сам он ушел из жизни 27 ноября 1885 в возрасте 71 года.

## Награды
- Орден Слона (Дания)